# Examenfraude

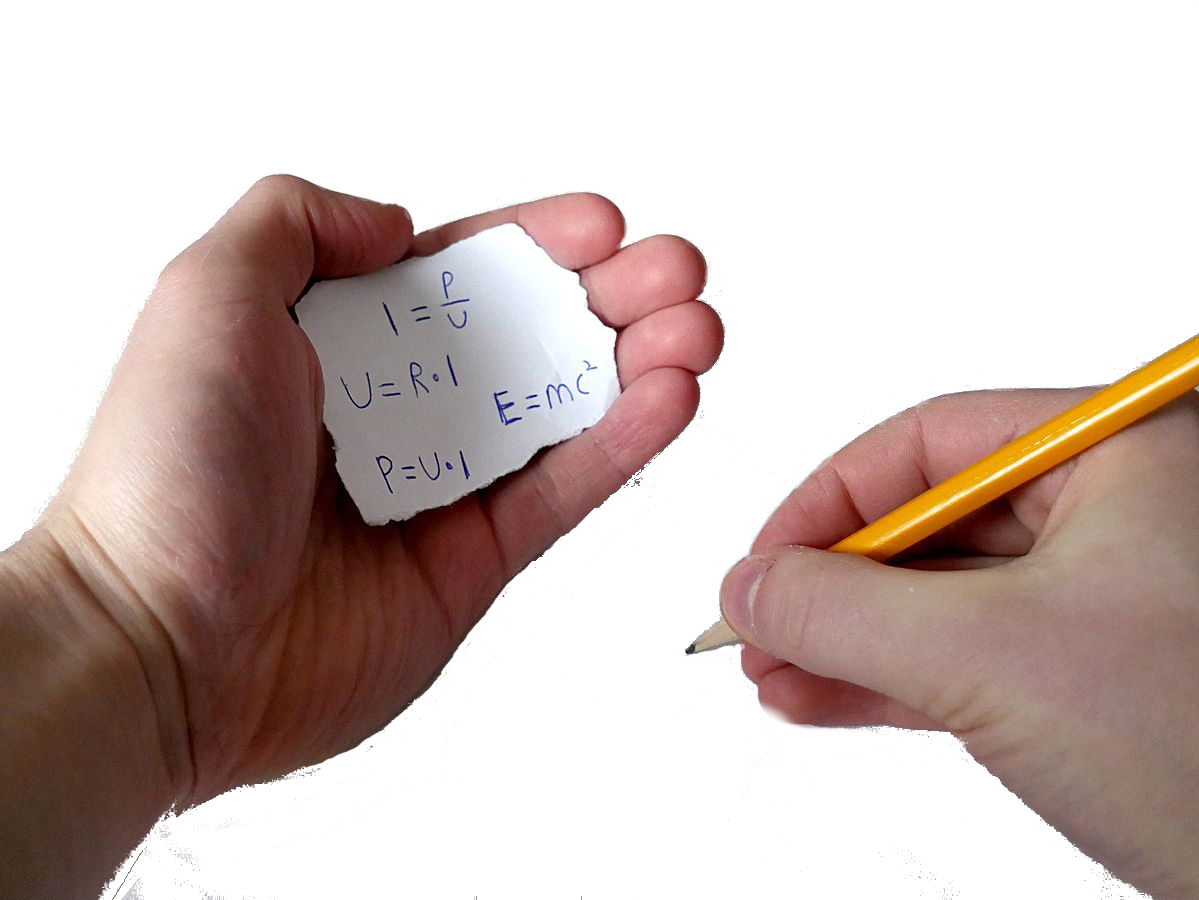
Spieken is een vorm van fraude

Examenfraude is het opzettelijk beïnvloeden van (onderdelen van) het gehele examenproces met als doel een ander resultaat uit het examen te verkrijgen. 
Meestal is het motief voor examenfraude onzekerheid: men denkt het op eigen kracht niet te kunnen. Ook kan het zijn dat men zich door slechte planning niet op het examen heeft voorbereid.
De methoden voor fraude zijn velerlei. Spieken bij een ander is het meest gebruikt maar natuurlijk ook het meest riskant. Spiekbriefjes worden ook wel meegenomen, en stiekem op schoot gehouden of op het toilet gelezen. Een veelgebruikte truc is het schrijven op de eigen hand. Sommige deelnemers schrijven van tevoren op de dijen en trekken een "afritsbroek" aan, waarvan de pijpen op het examen afgeritst worden. GSMs, horloges met tekstinvoer, grafische rekenmachines met tekstinvoer en andere apparatuur zoals elektronische agenda's worden ook weleens gebruikt. Wanneer de examinator de kandidaat niet persoonlijk kent, wordt soms gebruik gemaakt van een dubbelganger die met het identificatiebewijs van de kandidaat naar het examen gaat, zich als de kandidaat legitimeert, en namens hem of haar het examen aflegt. Vooral bij mondelinge- en praktijkexamens is deze wijze van fraude, ook wel lookalike fraude genaamd, aantrekkelijk omdat bij geschreven examens het verschil in handschrift en schrijfstijl met eerdere examens en papers kan opvallen. Bij scripties en werkstukken komt het ook voor dat anderen deze namens de kandidaat schrijven of dat de kandidaat werk van anderen plagieert. Wanneer de kandidaat echter zijn werk mondeling moet verdedigen valt hij vaak door de mand; bovendien hanteren veel universiteiten software die plagiaat kan detecteren.
Middelbare scholen en universiteiten treden meestal hard op tegen fraude. Op het spieken bij proefwerken staat meestal een 1 als cijfer. Wie op het Centraal Schriftelijk Eindexamen fraudeert kan uitgesloten worden van deelname, wat in praktijk betekent dat de leerling zal zakken en het jaar moet overdoen. Tentamenfraude op de universiteit wordt bestraft met het nietig verklaren van eerder gemaakte tentamens of uitsluiting van alle tentamens (al dan niet reeds gepasseerd) van dat jaar, inclusief de tweede examenperiode.
Tijdens de COVID-19-pandemie is de toetssurveillance op afstand opgekomen. Het doel hiervan was het tegengaan van examenfraude. Hierdoor konden toetsen toch doorgang vinden, die daarvoor gewoonlijk op de onderwijsinstellingen werden afgenomen onder toezicht van een fysieke surveillant. 
Soms frauderen docenten. Ze willen dan hun leerlingen graag laten slagen, of zijn erop gebrand een hoog examengemiddelde te halen. Daarom worden eindexamens dubbel gecontroleerd: een keer door de eigen docent en een keer door een docent van buiten school. Docenten kunnen op staande voet ontslagen worden wegens examenfraude.

## Strafrechtelijke vervolging
Afkijken bij proefwerken en examens wordt aangemerkt als een vorm van bedrog en fraude en is daarmee strafbaar als misdrijf. In Nederland worden leerlingen van middelbare scholen in de praktijk doorgaans niet strafrechtelijk vervolgd voor examenfraude. In 2013 werd wel strafrechtelijk opgetreden tegen leerlingen na grootschalige examenfraude op de Islamitische Scholengemeenschap Ibn Ghaldoun te Rotterdam. 
Er volgt altijd strafrechtelijke vervolging wanneer een kandidaat op afkijken wordt betrapt tijdens een theorie-examen van het CBR. Hier staat flinke straf op, aangezien een dergelijk vergrijp niet alleen bedrog en fraude is, maar ook op de verkeersveiligheid in gevaar kan brengen.